# Attac-Allemagne
Attac-Allemagne est une organisation altermondialiste créée en Allemagne en janvier 2000. C'est actuellement une des plus dynamiques parmi les 55 organisations nationales créées sur le modèle de l'Association pour la taxation des transactions financières et pour l'action citoyenne (Attac) née en France en 1998.

## Objectifs
L'objectif initial de l'association était de contribuer au mouvement international visant à introduire une taxe sur les mouvements internationaux de capitaux afin de décourager la spéculation, et dont le produit financerait des projets de développement écologique et social (connue sous le nom de taxe Tobin).

## Activités internationales
Attac-Allemagne a organisé non seulement la première Université d'été des Attac d'Europe à Sarrebruck en août 2008 mais aussi la seconde Université d'été des Attac d'Europe à Fribourg du 9 au 14 août 2011.

## Manifestation du 18 février 2023 contre la Russie et l'Otan à Muchich
L'association va manifester avec Die Linke à Munich pour protester contre l'invasion de l'Ukraine par la Russie ainsi que contre l'impérialisme de l'Otan demandant l'ouverture d'une négociation immédiate entre les deux partis, les manifestants ayant peur que ce bellicisme ambiant ne débouche sur un conflit mondial généralisé,.